# Digama marchali
Digama marchali är en fjärilsart som beskrevs av Guerin. 1843. Digama marchali ingår i släktet Digama och familjen björnspinnare. Inga underarter finns listade i Catalogue of Life.